# Hartmut Bohnacker

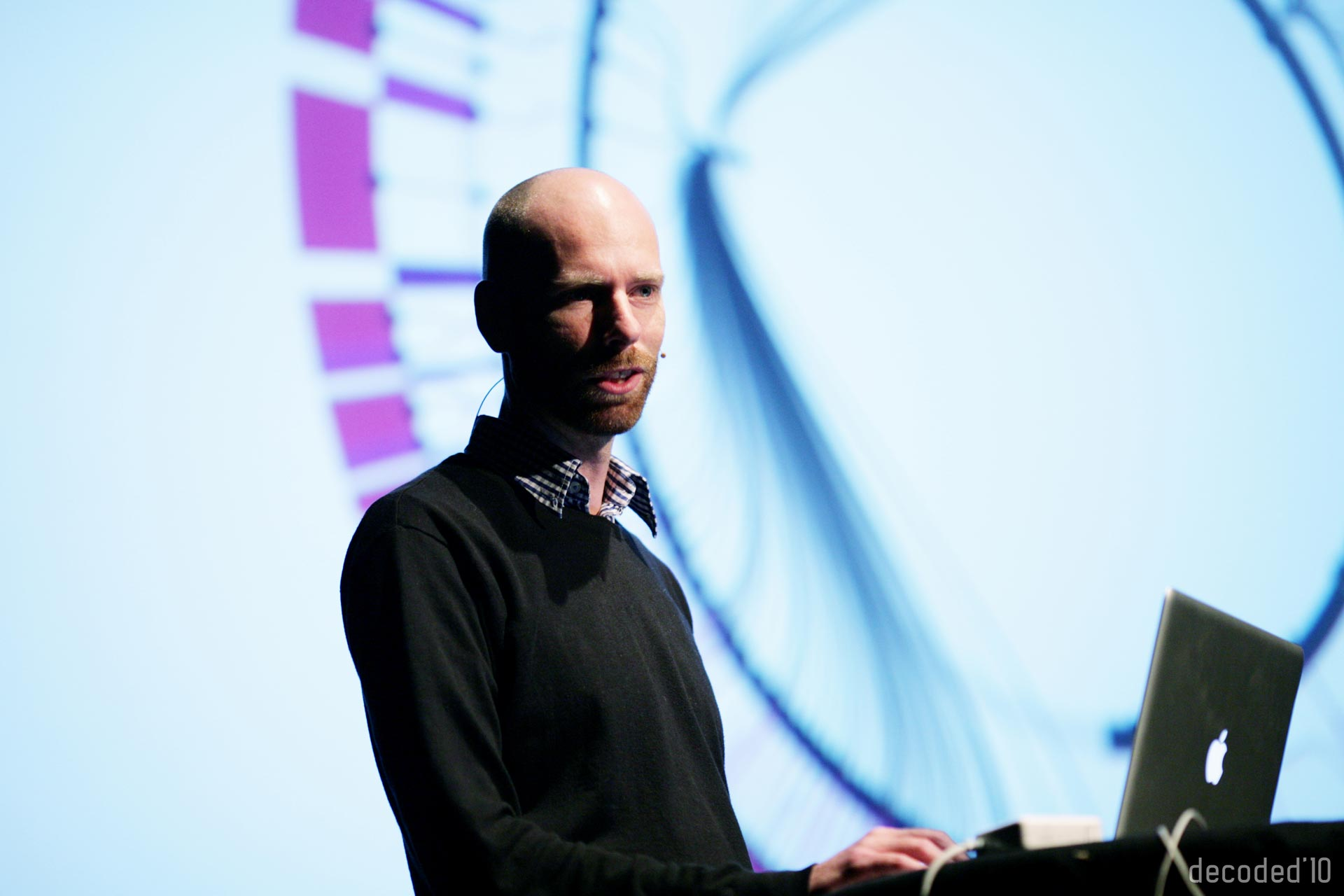
Hartmut Bohnacker (2010)

Hartmut Bohnacker (* 1972 in Baden-Württemberg) ist ein deutscher Designer und Hochschullehrer.

## Leben
Bohnacker studierte zuerst Mathematik und wechselte ohne Abschluss in ein Studium der Betriebswirtschaftslehre, das er erfolgreich abschloss. Es folgte ein Studium des Kommunikationsdesigns an der Hochschule für Gestaltung Schwäbisch Gmünd. Seit 2002 ist Bohnacker als selbstständiger Gestalter in Stuttgart tätig sowie als Dozent im Bereich der digitalen Medien an der HfG Schwäbisch Gmünd. Dort erfolgte 2009 die Berufung zum Professor für Interaktionsgestaltung mit dem Schwerpunkt Mediengestaltung, Medieninformatik, Medientechnik. Er war ab 2012 Leiter des Studiengangs Interaktionsgestaltung, seit 2021 ist er Prorektor für Lehre. Er trat 2023 eine weitere Amtszeit in diesem Prorektorat an.
Zu seinen Hauptbetätigungsfeldern zählen Konzeption, Gestaltung und prototypische Umsetzung von Projekten im Bereich Interface- und Interaktionsentwicklung.

## Publikationen (Auswahl)
- mit Benedikt Groß, Julia Laub und Claudius Lazzeroni: Generative Gestaltung: entwerfen, programmieren, visualisieren. Mainz 2009: Schmidt. ISBN 978-3-87439-759-9; französisch: Paris 2010: Pyramyd. ISBN 978-2-35017-215-6; englisch: New York 2012: Princeton Architectural Press. ISBN 978-1-61689-077-3.
- mit Benedikt Groß, Julia Laub und Claudius Lazzeroni: Generative Gestaltung: creative coding im web. Schmidt, Mainz 2018, ISBN 978-3-87439-902-9; englisch: New York 2018: Princeton Architectural Press. ISBN 978-1-61689-758-1; japanisch: Tokio 2018: BNN. ISBN 978-4-8025-1097-4.